# Grigorij Nieujmin
| Odkryte planetoidy: 74 | Odkryte planetoidy: 74 |
| ---------------------- | ---------------------- |
| (748) Simeïsa          | 14 marca 1913          |
| (751) Faïna            | 28 kwietnia 1913       |
| (752) Sulamitis        | 30 kwietnia 1913       |
| (753) Tiflis           | 30 kwietnia 1913       |
| (762) Pulcova          | 3 września 1913        |
| (768) Struveana        | 4 października 1913    |
| (769) Tatjana          | 6 października 1913    |
| (779) Nina             | 25 stycznia 1914       |
| (780) Armenia          | 25 stycznia 1914       |
| (781) Kartvelia        | 25 stycznia 1914       |
| (787) Moskva           | 20 kwietnia 1914       |
| (789) Lena             | 24 czerwca 1914        |
| (791) Ani              | 29 czerwca 1914        |
| (814) Tauris           | 2 stycznia 1916        |
| (824) Anastasia        | 25 marca 1916          |
| (825) Tanina           | 27 marca 1916          |
| (829) Academia         | 25 sierpnia 1916       |
| (830) Petropolitana    | 25 sierpnia 1916       |
| (847) Agnia            | 2 września 1915        |
| (848) Inna             | 5 września 1915        |
| (877) Walküre          | 13 września 1915       |
| (882) Swetlana         | 15 sierpnia 1917       |
| (916) America          | 7 sierpnia 1915        |
| (917) Lyka             | 5 września 1915        |
| (951) Gaspra           | 30 lipca 1916          |
| (952) Caia             | 27 października 1916   |
| (1075) Helina          | 29 września 1926       |
| (1099) Figneria        | 13 września 1928       |
| (1110) Jaroslawa       | 10 sierpnia 1928       |
| (1123) Shapleya        | 21 września 1928       |
| (1135) Colchis         | 3 października 1929    |
| (1137) Raïssa          | 27 października 1929   |
| (1140) Crimea          | 30 grudnia 1929        |
| (1146) Biarmia         | 7 maja 1929            |
| (1147) Stavropolis     | 11 czerwca 1929        |
| (1158) Luda            | 31 sierpnia 1929       |
| (1189) Terentia        | 17 września 1930       |
| (1190) Pelagia         | 20 września 1930       |
| (1202) Marina          | 13 września 1931       |
| (1210) Morosovia       | 6 czerwca 1931         |
| (1236) Thaïs           | 6 listopada 1931       |
| (1255) Schilowa        | 8 lipca 1932           |
| (1269) Rollandia       | 20 września 1930       |
| (1271) Isergina        | 10 października 1931   |
| (1277) Dolores         | 18 kwietnia 1933       |
| (1289) Kutaïssi        | 19 sierpnia 1933       |
| (1306) Scythia         | 22 lipca 1930          |
| (1307) Cimmeria        | 17 października 1930   |
| (1309) Hyperborea      | 11 października 1931   |
| (1316) Kasan           | 17 listopada 1933      |
| (1331) Solvejg         | 25 sierpnia 1933       |
| (1347) Patria          | 6 listopada 1931       |
| (1351) Uzbekistania    | 5 października 1934    |
| (1379) Lomonosowa      | 19 marca 1936          |
| (1386) Storeria        | 28 lipca 1935          |
| (1403) Idelsonia       | 13 sierpnia 1936       |
| (1434) Margot          | 19 marca 1936          |
| (1459) Magnya          | 4 listopada 1937       |
| (1484) Postrema        | 29 kwietnia 1938       |
| (1590) Tsiolkovskaja   | 1 lipca 1933           |
| (1603) Neva            | 4 listopada 1926       |
| (1653) Yakhontovia     | 30 sierpnia 1937       |
| (1671) Chaika          | 3 października 1934    |
| (1692) Subbotina       | 16 sierpnia 1936       |
| (1725) CrAO            | 20 września 1930       |
| (1734) Zhongolovich    | 11 października 1928   |
| (1783) Albitskij       | 24 marca 1935          |
| (2166) Handahl         | 13 sierpnia 1936       |
| (2237) Melnikov        | 2 października 1938    |
| (2484) Parenago        | 7 października 1928    |
| (2536) Kozyrev         | 15 sierpnia 1939       |
| (3036) Krat            | 11 października 1937   |
| (3761) Romanskaya      | 25 lipca 1936          |
| (4420) Alandreev       | 15 sierpnia 1936       |

Grigorij Nikołajewicz Nieujmin (ros. Григорий Николаевич Неуймин; ur. 3 stycznia 1886, zm. 17 grudnia 1946) – rosyjski astronom.
Odkrył 74 planetoidy, w tym (951) Gaspra, (762) Pulcova i (1110) Jaroslawa.
Jest także odkrywcą lub współodkrywcą komet okresowych: 25D/Neujmin, 28P/Neujmin, 42P/Neujmin, 57P/du Toit-Neujmin-Delporte i 58P/Jackson-Neujmin oraz komety nieokresowej C/1914 M1 (Neujmin).
W uznaniu jego zasług jego nazwiskiem nazwano planetoidę (1129) Neujmina oraz krater księżycowy.